# Corticium appalachiense
Corticium appalachiense är en svampart som först beskrevs av Burds. & M.J. Larsen, och fick sitt nu gällande namn av M.J. Larsen 1990. Corticium appalachiense ingår i släktet Corticium och familjen Corticiaceae.   Inga underarter finns listade i Catalogue of Life.